# Liste der Bodendenkmale in Borstorf
In der Liste der Bodendenkmale in Borstorf sind die Bodendenkmale der Gemeinde Borstorf nach dem Stand der Bodendenkmalliste des Archäologischen Landesamts Schleswig-Holstein von 2016 aufgelistet.
| Denkmal-ID           | Befundart           | Bezeichnung                                 | Zeitstellung                 | Lage | Bemerkungen | Bild |
| -------------------- | ------------------- | ------------------------------------------- | ---------------------------- | ---- | ----------- | ---- |
| aKD-ALSH-Nr. 000 512 | Befestigung > Burg  | Burg/Motte/Ringwall/Turmhügel „Rebbenbruch“ | Mittelalter                  |      |             |      |
| aKD-ALSH-Nr. 000 513 | Grabmal > Grabhügel | Grabhügel                                   | Vor- und/oder Frühgeschichte |      |             |      |